# Filmjahr 2005
Liste der Filmjahre

◄◄ | ◄ | 2001 | 2002 | 2003 | 2004 | Filmjahr 2005 | 2006 | 2007 | 2008 | 2009 | ► | ►►

Weitere Ereignisse

## Ereignisse
- 2005 wurde erstmals auf der Frankfurter Buchmesse ein Filmpreis für die beste Literaturverfilmung ausgerufen. Das Preisgeld betrug 20.000 Euro für den besten Film. Erster Preisträger wurde der Film Willenbrock von Andreas Dresen.
- Im April 2005 wird der Verkauf des Hollywoodstudios Metro-Goldwyn-Mayer mitsamt seinen Tochterunternehmen United Artists und Orion Pictures Corporation und der großen Filmbibliothek an ein durch die Sony Pictures Entertainment (ein Tochterunternehmen der Sony Corporation of America) geführtes Konsortium bekanntgegeben.

## Top 10 der erfolgreichsten Filme

### In Deutschland
Die zehn erfolgreichsten Filme an den deutschen Kinokassen nach Besucherzahlen (Stand: 23. August 2011):
| Platz | Filmtitel                                       | Besucher  |
| ----- | ----------------------------------------------- | --------- |
| 1.    | Harry Potter und der Feuerkelch                 | 8.009.941 |
| 2.    | Madagascar                                      | 6.718.524 |
| 3.    | Star Wars: Episode III – Die Rache der Sith     | 5.620.503 |
| 4.    | Hitch – Der Date Doktor                         | 4.336.698 |
| 5.    | Die Chroniken von Narnia – Der König von Narnia | 3.920.148 |
| 6.    | Mr. & Mrs. Smith                                | 3.575.201 |
| 7.    | Meine Frau, ihre Schwiegereltern und ich        | 3.139.760 |
| 8.    | Krieg der Welten                                | 2.717.801 |
| 9.    | King Kong                                       | 2.539.841 |
| 10.   | Die weiße Massai                                | 2.241.989 |

### In Österreich
Die zehn erfolgreichsten Filme an den österreichischen Kinokassen nach Besucherzahlen (Stand: 23. August 2011):
| Platz | Filmtitel                                       | Besucher |
| ----- | ----------------------------------------------- | -------- |
| 1.    | Madagascar                                      | 798.627  |
| 2.    | Harry Potter und der Feuerkelch                 | 743.148  |
| 3.    | Meine Frau, ihre Schwiegereltern und ich        | 516.903  |
| 4.    | Mr. & Mrs. Smith                                | 514.083  |
| 5.    | Star Wars: Episode III – Die Rache der Sith     | 491.973  |
| 6.    | Hitch – Der Date Doktor                         | 482.171  |
| 7.    | Die Chroniken von Narnia – Der König von Narnia | 410.422  |
| 8.    | Krieg der Welten                                | 283.661  |
| 9.    | Wie im Himmel                                   | 242.128  |
| 10.   | Königreich der Himmel                           | 232.521  |

### In den Vereinigten Staaten
Die zehn erfolgreichsten Filme an den US-amerikanischen Kinokassen nach Einspielergebnis in US-Dollar (Stand: 23. August 2011):
| Platz | Filmtitel                                       | Einnahmen     |
| ----- | ----------------------------------------------- | ------------- |
| 1.    | Star Wars: Episode III – Die Rache der Sith     | $ 380.270.577 |
| 2.    | Die Chroniken von Narnia – Der König von Narnia | $ 291.710.957 |
| 3.    | Harry Potter und der Feuerkelch                 | $ 290.013.036 |
| 4.    | Krieg der Welten                                | $ 234.280.354 |
| 5.    | King Kong                                       | $ 218.080.025 |
| 6.    | Die Hochzeits-Crasher                           | $ 209.255.921 |
| 7.    | Charlie und die Schokoladenfabrik               | $ 206.459.076 |
| 8.    | Batman Begins                                   | $ 205.343.774 |
| 9.    | Madagascar                                      | $ 193.595.521 |
| 10.   | Mr. & Mrs. Smith                                | $ 186.336.279 |

### Weltweit
Die zehn weltweit erfolgreichsten Filme nach Einspielergebnis in US-Dollar (Stand: 23. August 2011):
| Platz | Filmtitel                                       | Einnahmen     |
| ----- | ----------------------------------------------- | ------------- |
| 1.    | Harry Potter und der Feuerkelch                 | $ 896.911.078 |
| 2.    | Star Wars: Episode III – Die Rache der Sith     | $ 848.754.768 |
| 3.    | Die Chroniken von Narnia – Der König von Narnia | $ 745.013.115 |
| 4.    | Krieg der Welten                                | $ 591.745.540 |
| 5.    | King Kong                                       | $ 550.517.357 |
| 6.    | Madagascar                                      | $ 532.680.671 |
| 7.    | Mr. & Mrs. Smith                                | $ 478.207.520 |
| 8.    | Charlie und die Schokoladenfabrik               | $ 474.968.763 |
| 9.    | Batman Begins                                   | $ 372.710.015 |
| 10.   | Hitch – Der Date Doktor                         | $ 368.100.420 |

## Filmpreise

### Berlinale
- Bester Film: U-Carmen (Regie: Mark Dornford-May, Südafrika)
- Großer Preis der Jury: Kong Que (Regie: Gu Changwei, China)
- Beste Regie: Marc Rothemund für Sophie Scholl – Die letzten Tage (Deutschland)
- Bester Hauptdarsteller: Lou Taylor Pucci für Thumbsucker (Regie: Mike Mills, USA)
- Beste Hauptdarstellerin: Julia Jentsch für Sophie Scholl – Die letzten Tage

Vollständige Liste der Preisträger

### Cannes
- Goldene Palme: Das Kind (Regie: Jean-Pierre und Luc Dardenne, Belgien)
- Großer Preis der Jury: Broken Flowers (Regie: Jim Jarmusch, USA)
- Beste Regie: Michael Haneke für Caché (Frankreich, Österreich, Deutschland)
- Bester Hauptdarsteller: Tommy Lee Jones für Three Burials – Die drei Begräbnisse des Melquiades Estrada (Regie: Tommy Lee Jones, USA)
- Beste Hauptdarstellerin: Hanna Laslo für Free Zone (Regie: Amos Gitai, Israel, Belgien)
- Bestes Drehbuch: Guillermo Arriaga für The Three Burials of Melquiades Estrada (USA)

Vollständige Liste der Preisträger

### Venedig
- Goldener Löwe: Brokeback Mountain von Ang Lee
- Beste Regie: Philippe Garrel für Unruhestifter (Les amants réguliers)
- Bester Schauspieler: David Strathairn in Good Night, and Good Luck.
- Beste Schauspielerin: Giovanna Mezzogiorno in La bestia nel cuore
- Spezialpreis der Jury: Mary von Abel Ferrara

Vollständige Liste der Preisträger

### Oscar
- Bester Film: Million Dollar Baby
- Bester Regisseur: Clint Eastwood für Million Dollar Baby
- Beste Hauptdarstellerin: Hilary Swank für Million Dollar Baby
- Bester Hauptdarsteller: Jamie Foxx für Ray
- Bester fremdsprachiger Film: Das Meer in mir (Regie: Alejandro Amenábar)

Vollständige Liste der Preisträger

### Golden Globe Awards
- Bester Film (Drama): Aviator
- Bester Film (Komödie/Musical): Sideways
- Bester Regisseur: Clint Eastwood für Million Dollar Baby
- Beste Hauptdarstellerin (Drama): Hilary Swank für Million Dollar Baby
- Beste Hauptdarstellerin (Komödie/Musical): Annette Bening für Being Julia
- Bester Hauptdarsteller (Drama): Leonardo DiCaprio für Aviator
- Bester Hauptdarsteller (Komödie/Musical): Jamie Foxx für Ray
- Beste Nebendarstellerin: Natalie Portman für Hautnah
- Bester Nebendarsteller: Clive Owen für Hautnah
- Bester ausländischer Film: Das Meer in mir (Regie: Alejandro Amenábar)

Vollständige Liste der Preisträger

### Europäischer Filmpreis
- Bester europäischer Film: Caché von Michael Haneke
- Beste Regie: Michael Haneke für Caché
- Bester Darsteller: Daniel Auteuil für Caché
- Beste Darstellerin: Julia Jentsch für Sophie Scholl – Die letzten Tage
- Beste Kamera: Franz Lustig für Don’t Come Knocking
- Preis für das Lebenswerk: Sean Connery

Vollständige Liste der Preisträger

### Deutscher Filmpreis
- Bester Film: Alles auf Zucker! (Regie: Dani Levy, Deutschland)
- Bester Regisseur: Dani Levy für Alles auf Zucker!
- Bester Hauptdarsteller: Niki Reiser für Alles auf Zucker! (Regie: Dani Levy, Deutschland)
- Beste Hauptdarstellerin: Julia Jentsch für Sophie Scholl – Die letzten Tage (Regie: Marc Rothemund, Deutschland)
- Bester Nebendarsteller: Burghart Klaußner für Die fetten Jahre sind vorbei (Regie: Hans Weingartner, Deutschland, Österreich)
- Beste Nebendarstellerin: Katja Riemann für Agnes und seine Brüder (Regie: Oskar Roehler, Deutschland)

Vollständige Liste der Preisträger

### César
- Bester Film: L’Esquive (Regie: Abdellatif Kechiche, Frankreich)
- Bester Regisseur: Abdellatif Kechiche für L’Esquive
- Bester Hauptdarsteller: Mathieu Amalric für Rois et Reine (Regie: Arnaud Desplechin, Frankreich)
- Beste Hauptdarstellerin: Yolande Moreau für Wenn die Flut kommt (Regie: Yolande Moreau und Gilles Porte, Frankreich)
- Bester ausländischer Film: Lost in Translation von Sofia Coppola

Vollständige Liste der Preisträger

### British Academy Film Award
- Bester Film: Aviator (Regie: Martin Scorsese, USA)
- Beste Regie: Mike Leigh für Vera Drake
- Bester Hauptdarsteller: Jamie Foxx für Ray (Regie: Taylor Hackford, USA)
- Beste Hauptdarstellerin: Imelda Staunton für Vera Drake (Regie: Mike Leigh, GB)
- Bester nicht-englischsprachiger Film: Die Reise des jungen Che von Walter Salles

Vollständige Liste der Preisträger

### Bayerischer Filmpreis
Der Bayerische Filmpreis 2004 wurde am 14. Januar 2005 verliehen.
- Beste Produktion: Der Untergang
- Beste Darstellerin: Jessica Schwarz in Kammerflimmern
- Bester Darsteller: Bruno Ganz in Der Untergang
- Beste Nachwuchsdarstellerin: Julia Jentsch in Die fetten Jahre sind vorbei
- Bester Nachwuchsdarsteller: Matthias Schweighöfer in Kammerflimmern
- Beste Regie: Dennis Gansel für Napola – Elite für den Führer
- Ehrenpreis: Volker Schlöndorff

### Sundance
- Großer Preis der Jury: Forty Shades of Blue (Regie: Ira Sachs, USA)
- Beste Regie (Spielfilm): Noah Baumbach für Der Tintenfisch und der Wal
- Beste Regie (Dokumentarfilm): Jeff Feuerzeig für The Devil and Daniel Johnston
- Publikumspreis (Dokumentarfilm): Peter Raymont für Shake Hands with the Devil – The Journey of Roméo Dallaire

Vollständige Liste der Preisträger

### New York Film Critics Circle Award
- Bester Film: Brokeback Mountain von Ang Lee
- Beste Regie: Ang Lee für Brokeback Mountain
- Bester Hauptdarsteller: Heath Ledger in Brokeback Mountain
- Beste Hauptdarstellerin: Reese Witherspoon in Walk the Line
- Bester Nebendarsteller: William Hurt in A History of Violence
- Beste Nebendarstellerin: Maria Bello in A History of Violence
- Beste Kamera: Christopher Doyle, Pung-Leung Kwan, Yiu-Fai Lai für 2046
- Bester ausländischer Film: 2046 von Wong Kar-Wai

### National Board of Review
- Bester Film: Good Night, and Good Luck. von George Clooney
- Beste Regie: Ang Lee für Brokeback Mountain
- Bester Hauptdarsteller: Philip Seymour Hoffman in Capote
- Beste Hauptdarstellerin: Felicity Huffman in Transamerica
- Bester Nebendarsteller: Jake Gyllenhaal in Brokeback Mountain
- Beste Nebendarstellerin: Gong Li in Die Geisha
- Bestes Schauspielensemble: Lady Henderson präsentiert von Stephen Frears
- Bester fremdsprachiger Film: Paradise Now von Hany Abu-Assad

### Los Angeles Film Critics Association Awards
- Bester Film: Brokeback Mountain von Ang Lee
- Beste Regie: Ang Lee für Brokeback Mountain
- Bester Hauptdarsteller: Philip Seymour Hoffman in Capote
- Beste Hauptdarstellerin: Vera Farmiga in Down to the Bone
- Bester Nebendarsteller: William Hurt in A History of Violence
- Beste Nebendarstellerin: Catherine Keener in Capote
- Bester fremdsprachiger Film: Caché von Michael Haneke

### Jupiter
- Bester Film international: The Day After Tomorrow von Roland Emmerich
- Bester deutscher Film: Der Untergang von Oliver Hirschbiegel
- Bester Regisseur international: Quentin Tarantino für Kill Bill – Volume 2
- Bester deutscher Regisseur: Michael Herbig für (T)Raumschiff Surprise – Periode 1
- Bester Darsteller international: Will Smith in I, Robot
- Bester deutscher Darsteller: Bruno Ganz in Der Untergang
- Beste Darstellerin international: Uma Thurman in Kill Bill – Volume 2
- Beste deutsche Darstellerin: Alexandra Maria Lara in Der Untergang

### Weitere Filmpreise und Auszeichnungen
- AFI Life Achievement Award: George Lucas
- Amanda: Hawaii, Oslo von Erik Poppe (Bester norwegischer Film), Der Untergang von Oliver Hirschbiegel (Bester ausländischer Film)
- American Society of Cinematographers Award: Dion Beebe für Die Geisha
- Astor de Oro: Die große Reise von Ismaël Ferroukhi
- Australian Film Institute Award: Look Both Ways von Sarah Watt (Bester australischer Film)
- Böhmischer Löwe: Die Jahreszeit des Glücks von Bohdan Sláma
- British Independent Film Awards: Der ewige Gärtner (Bester britischer Film) und Der Untergang (Bester ausländischer Film)
- Chlotrudis Awards: Trilogie: Après la vie – Nach dem Leben von Lucas Belvaux und Frühling, Sommer, Herbst, Winter… und Frühling von Kim Ki-duk
- Copenhagen International Film Festival: Geh und lebe von Radu Mihăileanu
- David di Donatello: Le conseguenze dell’amore (Bester italienischer Film) und Million Dollar Baby (Bester ausländischer Film)
- Deutscher Kritikerpreis: En Garde von Ayşe Polat
- Directors Guild of America Award: Clint Eastwood für Million Dollar Baby
- Ernst-Lubitsch-Preis: Dani Levy für Alles auf Zucker!
- Evening Standard British Film Award: Vera Drake von Mike Leigh
- Filmpreis des Nordischen Rates: Totschlag – Im Teufelskreis der Gewalt (Drabet) von Per Fly
- Genie Award: Das große Rennen von Belleville von Sylvain Chomet
- Gilde-Filmpreis: Das Meer in mir von Alejandro Amenábar (Bester ausländischer Film), Sophie Scholl – Die letzten Tage von Marc Rothemund (Bester deutscher Film)
- GoEast: Der Klavierstimmer von Kira Muratowa
- Goldenes Kalb: Paradise Now
- Goldener Leopard: Nine Lives von Rodrigo García
- Goldener Prometheus: Schildkröten können fliegen von Bahman Ghobadi
- Gotham Awards: Capote von Bennett Miller
- Goya 2005: Das Meer in mir von Alejandro Amenábar
- Hong Kong Film Awards: Kung Fu Hustle von Stephen Chow
- Independent Spirit Awards 2005: Sideways von Alexander Payne (Bester Film) und Das Meer in mir von Alejandro Amenábar (Bester ausländischer Film)
- Internationales Filmfestival Karlovy Vary: Mein Nikifor von Krzysztof Krauze
- Internationaler Literaturfilmpreis: Willenbrock von Andreas Dresen
- Japanese Academy Awards: Hanochi von Kiyoshi Sasabe
- Konrad-Wolf-Preis: Andres Veiel
- Louis-Delluc-Preis: Unruhestifter (Les amants réguliers) von Philippe Garrel
- Max-Ophüls-Preis: Am Tag als Bobby Ewing starb von Lars Jessen
- MTV Movie Awards: Napoleon Dynamite von Jared Hess
- Nastro d’Argento: Die Hausschlüssel von Gianni Amelio und La mala educación – Schlechte Erziehung von Pedro Almodóvar
- National Society of Film Critics Award: Million Dollar Baby von Clint Eastwood
- Political Film Society Award für Demokratie: Machuca, mein Freund von Andrés Wood
- Political Film Society Award für Frieden: München von Steven Spielberg
- Political Film Society Award für Menschenrechte: Der ewige Gärtner von Fernando Meirelles und Kaltes Land von Niki Caro
- Polnisches Filmfestival Gdynia: Der Gerichtsvollzieher von Feliks Falk
- Polnischer Filmpreis: Eine Hochzeit und andere Kuriositäten von Wojciech Smarzowski (Bester polnischer Film), Das Mädchen mit dem Perlenohrring von Peter Webber (Bester europäischer Film)
- Preis der deutschen Filmkritik: Gespenster von Christian Petzold
- Premio Ariel: Mexican Kids – Temporada de patos von Fernando Eimbcke (Bester mexikanischer Film), Whisky von Juan Pablo Rebella und Pablo Stoll (Bester lateinamerikanischer Film)
- Prix Lumières: Die Kinder des Monsieur Mathieu von Christophe Barratier
- Robert: King’s Game von Nikolaj Arcel (Bester dänischer Film), Evil von Mikael Håfström (Bester ausländischer Film ohne USA), Lost in Translation von Sofia Coppola (Bester US-amerikanischer Film)
- Festival Internacional de Cine de Donostia-San Sebastián: Die Jahreszeit des Glücks von Bohdan Sláma (Goldene Muschel)
- Satellite Awards: Brokeback Mountain (Bester Film/Drama) und Walk the Line (Bester Film/Komödie-Musical)
- Schweizer Filmpreis: Kein Feuer im Winter von Greg Zglinski
- Screen Actors Guild Awards: Jamie Foxx für Ray und Hilary Swank für Million Dollar Baby; Preis für das Lebenswerk: James Garner
- Toronto International Film Festival: Tsotsi von Gavin Hood (Publikumspreis)
- Undine Award: Robert Stadlober in Sommersturm (Bester Hauptdarsteller), Cosma Shiva Hagen in 7 Zwerge – Männer allein im Wald (Beste Hauptdarstellerin)
- Vancouver International Film Festival: Geh und lebe von Radu Mihăileanu
- Internationales Filmfestival Warschau: Adams Äpfel von Anders Thomas Jensen (Publikumspreis)
- Writers Guild of America Award: Vergiss mein nicht! von Charlie Kaufman (Bestes Originaldrehbuch), Sideways von Alexander Payne und Jim Taylor (Bestes adaptiertes Drehbuch)

## Geburtstage
- 04. Januar: Dafne Keen, britische Schauspielerin und Kinderdarstellerin
- 11. Januar: Linda Schablowski, deutsche Schauspielerin

- 10. Februar: Manuel Santos Gelke, deutscher Schauspieler
- 15. Februar: Nicolas Bechtel, US-amerikanischer Schauspieler

- 26. März: Ella Anderson, US-amerikanische Kinderdarstellerin

- 16. Mai: Marleen Quentin, deutsche Filmschauspielerin und Kinderdarstellerin
- 19. Mai: Jack Gore, US-amerikanischer Schauspieler

- 14. Juni: Tamara Smart, britische Schauspielerin
- 23. Juni: Phillis Lara Lau, deutsche Schauspielerin

- 13. Juli: Laurena Marisol Lehrich, deutsche Schauspielerin
- 25. Juli: Pierce Gagnon, US-amerikanischer Kinderdarsteller

- 01. August: Larissa Felber, deutsche Kinderdarstellerin
- 18. August: Marlon Heidel, deutscher Schauspieler

Datum unbekannt:
- Carlotta Bähre, deutsche Schauspielerin
- Ruby M. Lichtenberg, deutsche Schauspielerin
- Emilia Pieske, deutsche Schauspielerin
- Luis Vorbach, deutscher Schauspieler

## Verstorbene

### Januar bis März
Januar
- 02. Januar: Erwin Hillier, deutsch-britischer Kameramann (* 1911)
- 11. Januar: Thelma White, US-amerikanische Schauspielerin (* 1910)
- 12. Januar: Amrish Puri, indischer Schauspieler (* 1932)
- 13. Januar: Okazaki Kōzō, japanischer Kameramann (* 1919)
- 15. Januar: Ruth Warrick, US-amerikanische Schauspielerin (* 1915)
- 16. Januar: Agustín González, spanischer Schauspieler (* 1930)
- 17. Januar: Virginia Mayo, US-amerikanische Schauspielerin (* 1920)
- 19. Januar: Hans Gratzer, österreichischer Schauspieler und Regisseur (* 1941)
- 22. Januar: Patsy Rowlands, britische Schauspielerin (* 1934)
- 23. Januar: Johnny Carson, US-amerikanischer Entertainer (* 1925)
- 23. Januar: Bernd Schramm, deutscher Synchronsprecher und Schauspieler (* 1951)
- 28. Januar: Jacques Villeret, französischer Schauspieler (* 1951)
- 30. Januar: Wolfgang Becker, deutscher Regisseur und Filmeditor (* 1910)
- 31. Januar: Erich Kästner, deutscher Kamerakonstrukteur (* 1911)

Februar
- 02. Februar: Goffredo Lombardo, italienischer Produzent (* 1920)
- 10. Februar: Humbert Balsan, französischer Filmproduzent (* 1954)
- 10. Februar: Arthur Miller, US-amerikanischer Schriftsteller (* 1915)
- 12. Februar: Brian Kelly, US-amerikanischer Schauspieler (* 1931)
- 16. Februar: Nicole DeHuff, US-amerikanische Schauspielerin (* 1975)
- 16. Februar: Gerry Wolff, deutscher Schauspieler (* 1920)
- 17. Februar: Dan O’Herlihy, irischer Schauspieler (* 1919)
- 20. Februar: Sandra Dee, US-amerikanische Schauspielerin (* 1942)
- 22. Februar: Simone Simon, französische Schauspielerin (* 1910)

März
- 06. März: Teresa Wright, US-amerikanische Schauspielerin (* 1918)
- 07. März: John Box, britischer Szenenbildner (* 1920)
- 07. März: Debra Hill, US-amerikanische Drehbuchautorin (* 1950)
- 08. März: Brigitte Mira, deutsche Schauspielerin (* 1910)
- 09. März: Sheila Gish, britische Schauspielerin (* 1942)
- 10. März: Ery Bos, niederländisch-deutsche Schauspielerin (* 1910)
- 17. März: Sverre Holm, norwegischer Schauspieler (* 1931)
- 21. März: Barney Martin, US-amerikanischer Schauspieler (* 1923)
- 23. März: David Kossoff, britischer Schauspieler (* 1919)
- 28. März: Hermann Lause, deutscher Schauspieler (* 1939)

### April bis Juni
April

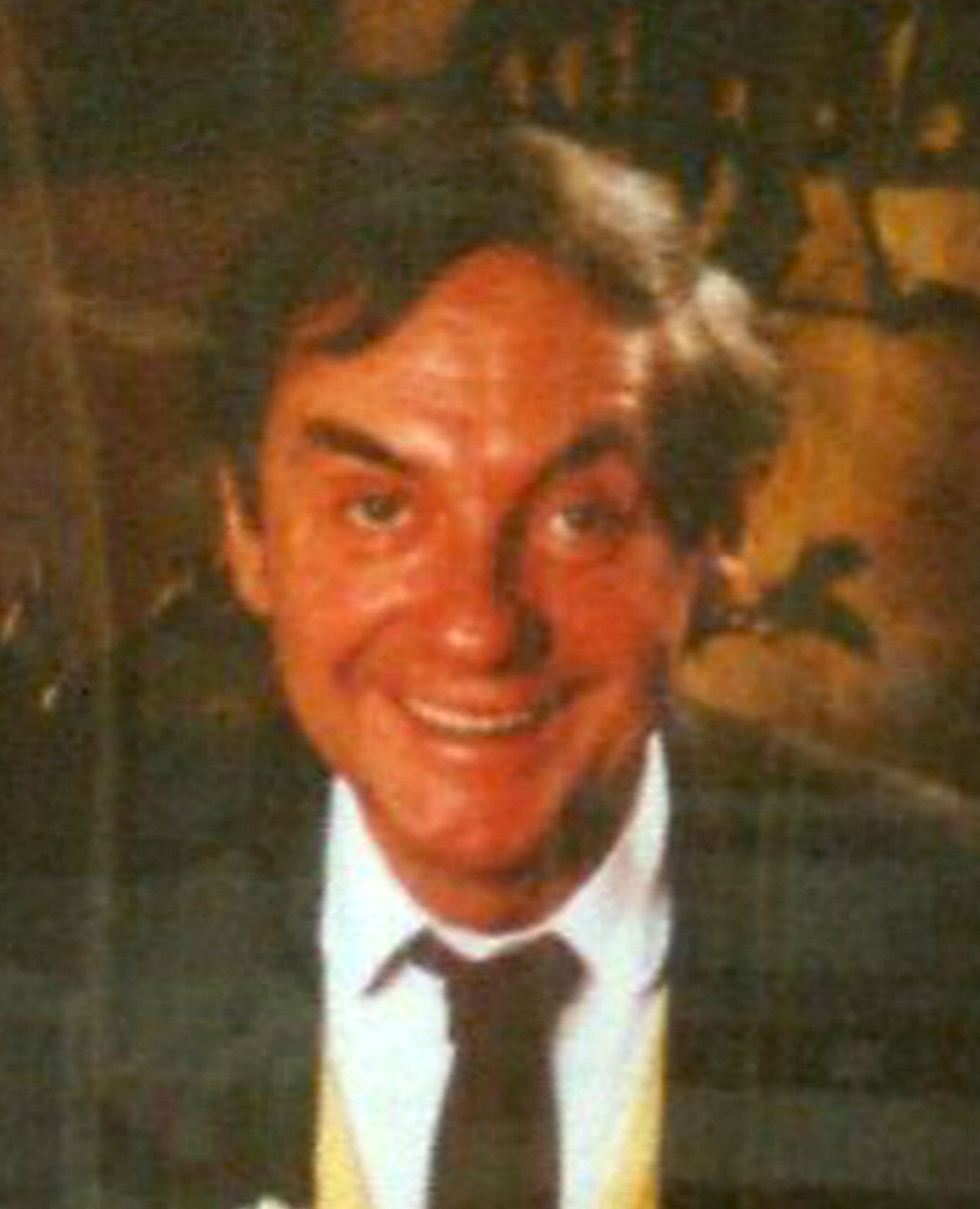
Harald Juhnke (1929–2005)

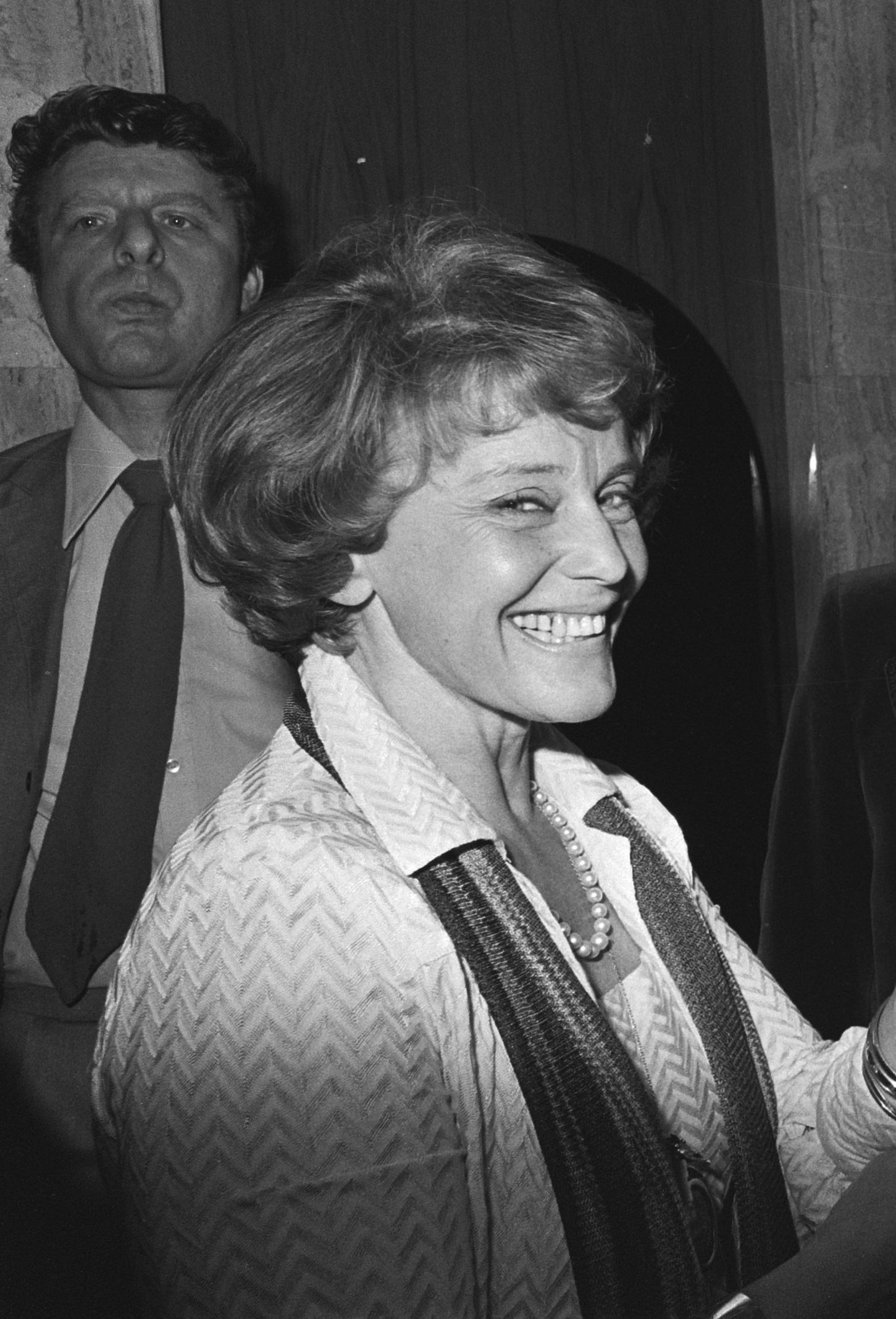
Maria Schell (1926–2005)

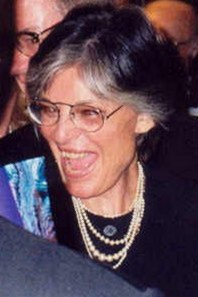
Anne Bancroft (1931–2005)

- 01. April: Harald Juhnke, deutscher Schauspieler (* 1929)
- 05. April: Debralee Scott, US-amerikanische Schauspielerin (* 1953)
- 16. April: Volker Vogeler, deutscher Regisseur (* 1930)
- 16. April: Kay Walsh, britische Schauspielerin (* 1911)
- 19. April: Ruth Hussey, US-amerikanische Schauspielerin (* 1911)
- 23. April: John Mills, britischer Schauspieler (* 1908)
- 23. April: George Pan Cosmatos, griechischer Regisseur (* 1941)
- 26. April: Mason Adams, US-amerikanischer Schauspieler (* 1919)
- 26. April: Maria Schell, österreichische Schauspielerin (* 1926)

Mai
- 02. Mai: Renée Faure, französische Schauspielerin (* 1919)
- 17. Mai: Frank Gorshin, US-amerikanischer Schauspieler (* 1933)
- 20. Mai: J. D. Cannon, US-amerikanischer Schauspieler (* 1922)
- 21. Mai: Stephen Elliott, US-amerikanischer Schauspieler (* 1918)
- 22. Mai: Howard Morris, US-amerikanischer Schauspieler (* 1919)
- 24. Mai: Eddie Albert, US-amerikanischer Schauspieler (* 1906)
- 25. Mai: Sunil Dutt, indischer Schauspieler (* 1929)
- 25. Mai: Ismail Merchant, indisch-britischer Produzent (* 1936)
- 30. Mai: Doris Hare, britische Schauspielerin (* 1905)

Juni
- 03. Juni: Leon Askin, österreichischer Schauspieler (* 1907)
- 03. Juni: Michael Billington, britischer Schauspieler (* 1941)
- 05. Juni: Lothar Warneke, deutscher Regisseur (* 1936)
- 06. Juni: Anne Bancroft, US-amerikanische Schauspielerin (* 1931)
- 06. Juni: Dana Elcar, US-amerikanischer Schauspieler (* 1927)
- 09. Juni: Trude Marlen, österreichische Schauspielerin (* 1912)
- 11. Juni: Lon McCallister, US-amerikanischer Schauspieler (* 1923)
- 11. Juni: Ron Randell, australischer Schauspieler (* 1918)
- 13. Juni: Jonathan Adams, britischer Schauspieler (* 1931)
- 15. Juni: Suzanne Flon, französische Schauspielerin (* 1918)
- 15. Juni: Valeria Moriconi, italienische Schauspielerin (* 1931)
- 24. Juni: Rudolf Jusits, österreichischer Bühnen- und Fernseh-Schauspieler (* 1948)
- 25. Juni: John Fiedler, US-amerikanischer Schauspieler (* 1925)
- 28. Juni: Bruce Malmuth, US-amerikanischer Regisseur (* 1934)

### Juli bis September
Juli

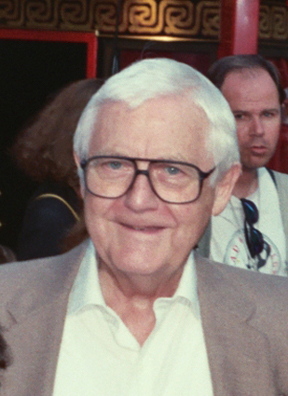
Robert Wise (1914–2005)

- 02. Juli: Ernest Lehman, US-amerikanischer Drehbuchautor (* 1915)
- 03. Juli: Harrison Young, US-amerikanischer Schauspieler (* 1930)
- 04. Juli: June Haver, US-amerikanische Schauspielerin (* 1926)
- 04. Juli: Marga López, mexikanische Schauspielerin (* 1924)
- 09. Juli: Kevin Hagen, US-amerikanischer Schauspieler (* 1928)
- 10. Juli: Richard Eastham, US-amerikanischer Schauspieler (* 1916)
- 11. Juli: Gretchen Franklin, britische Schauspielerin (* 1911)
- 11. Juli: Frances Langford, US-amerikanische Schauspielerin (* 1914)
- 17. Juli: Geraldine Fitzgerald, US-amerikanische Schauspielerin (* 1913)
- 20. Juli: James Doohan, kanadischer Schauspieler (* 1920)
- 25. Juli: Ford Rainey, US-amerikanischer Schauspieler (* 1908)
- 26. Juli: Alexander Golitzen, US-amerikanischer Szenenbildner (* 1908)
- 29. Juli: Pat McCormick, US-amerikanischer Schauspieler (* 1927)

August
- 03. August: Hans E. Schons, deutscher Schauspieler (* 1919)
- 08. August: Ilse Werner, deutsche Schauspielerin (* 1921)
- 08. August: Barbara Bel Geddes, US-amerikanische Schauspielerin (* 1922)
- 09. August: Dorris Bowdon, US-amerikanische Schauspielerin (* 1914)
- 09. August: Matthew McGrory, US-amerikanischer Schauspieler (* 1973)
- 11. August: James Booth, britischer Schauspieler und Drehbuchautor (* 1927)
- 15. August: Herta Ware, US-amerikanische Schauspielerin (* 1917)
- 16. August: Tonino Delli Colli, italienischer Kameramann (* 1923)
- 16. August: Joe Ranft, US-amerikanischer Drehbuchautor (* 1960)
- 23. August: Brock Peters, US-amerikanischer Schauspieler (* 1927)
- 25. August: Terence Morgan, britischer Schauspieler (* 1921)
- 28. August: Hans Clarin, deutscher Schauspieler (* 1929)
- 29. August: Jacques Dufilho, französischer Schauspieler (* 1914)

September
- 04. September: Lloyd Avery II, US-amerikanischer Schauspieler (* 1969)
- 09. September: André Pousse, französischer Schauspieler (* 1919)
- 14. September: Guy Green, britischer Kameramann und Regisseur (* 1913)
- 14. September: Robert Wise, US-amerikanischer Regisseur (* 1914)
- 16. September: Sidney Luft, US-amerikanischer Filmproduzent (* 1915)
- 16. September: Constance Moore, US-amerikanische Schauspielerin (* 1920)
- 18. September: John Bromfield, US-amerikanischer Schauspieler (* 1922)
- 18. September: Richard E. Cunha, US-amerikanischer Regisseur (* 1922)
- 20. September: Gordon Carroll, US-amerikanischer Produzent (* 1928)
- 22. September: John Brabourne, britischer Filmproduzent (* 1924)
- 23. September: Peter Thom, deutscher Schauspieler (* 1935)
- 24. September: Tommy Bond, US-amerikanischer Schauspieler (* 1926)
- 26. September: Heidi Genée, deutsche Regisseurin und Filmeditorin (* 1938)
- 27. September: Roger Tréville, französischer Schauspieler (* 1902)

### Oktober bis Dezember
Oktober

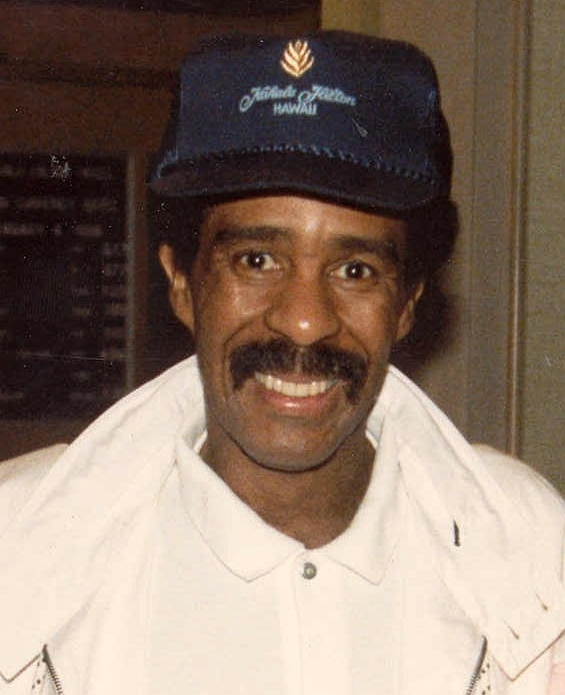
Richard Pryor (1940–2005)

- 02. Oktober: Nipsey Russell, US-amerikanischer Schauspieler (* 1924)
- 07. Oktober: Devery Freeman, US-amerikanischer Drehbuchautor (* 1913)
- 07. Oktober: Charles Rocket, US-amerikanischer Schauspieler (* 1949)
- 09. Oktober: Sergio Citti, italienischer Filmregisseur (* 1933)
- 13. Oktober: Franz Rudnick, deutscher Schauspieler und Synchronsprecher (* 1931)
- 16. Oktober: John Larch, US-amerikanischer Schauspieler (* 1914)
- 16. Oktober: Eugene Lee, US-amerikanischer Kinderdarsteller (* 1933)
- 18. Oktober: John Hollis, britischer Schauspieler (* 1931)
- 23. Oktober: William Hootkins, US-amerikanischer Schauspieler (* 1948)
- 23. Oktober: Marianne Hoppe, deutsche Schauspielerin (* 1909)

November
- 01. November: Michael Piller, US-amerikanischer Drehbuchautor und Produzent (* 1948)
- 04. November: Sheree North, US-amerikanische Schauspielerin (* 1933)
- 05. November: Derek Lamb, britischer Dokumentar- und Trickfilmer (* 1936)
- 08. November: Carola Höhn, deutsche Schauspielerin (* 1910)
- 11. November: Moustapha Akkad, syrischer Filmemacher (* 1930)
- 11. November: Keith Andes, US-amerikanischer Schauspieler (* 1920)
- 11. November: Pamela Duncan, US-amerikanische Schauspielerin (* 1931)
- 17. November: Marek Perepeczko, polnischer Schauspieler (* 1942)
- 18. November: Harold J. Stone, US-amerikanischer Schauspieler (* 1913)
- 18. November: Klaus Volkenborn, deutscher Filmregisseur und Filmproduzent (* 1945)
- 19. November: Erik Balling, dänischer Regisseur und Drehbuchautor (* 1924)
- 23. November: Constance Cummings, US-amerikanische Schauspielerin (* 1910)
- 24. November: Pat Morita, US-amerikanischer Schauspieler (* 1932)
- 27. November: Jocelyn Brando, US-amerikanische Schauspielerin (* 1919)
- 28. November: Marc Lawrence, US-amerikanischer Schauspieler (* 1910)
- 29. November: Wendie Jo Sperber, US-amerikanische Schauspielerin (* 1958)
- 30. November: Michael Kehlmann, österreichischer Regisseur (* 1927)
- 30. November: Jean Parker, US-amerikanische Schauspielerin (* 1915)

Dezember
- 01. Dezember: Karin Himboldt, deutsche Schauspielerin (* 1920)
- 07. Dezember: Adrian Biddle, britischer Kameramann (* 1952)
- 08. Dezember: Georgi Schschonow, russischer Schauspieler (* 1915)
- 10. Dezember: Mary Jackson, US-amerikanische Schauspielerin (* 1910)
- 10. Dezember: Richard Pryor, US-amerikanischer Schauspieler (* 1940)
- 12. Dezember: Robert F. Newmyer, US-amerikanischer Produzent (* 1956)
- 12. Dezember: Gyula Trebitsch, deutsch-ungarischer Produzent (* 1914)
- 12. Dezember: Ramanand Sagar, indischer Filmregisseur (* 1917)
- 14. Dezember: Michael Vale, US-amerikanischer Schauspieler (* 1922)
- 15. Dezember: Giuseppe Patroni Griffi, italienischer Regisseur (* 1921)
- 16. Dezember: John Spencer, US-amerikanischer Schauspieler (* 1946)
- 17. Dezember: Trevor Duncan, englischer Komponist (* 1924)
- 20. Dezember: Argentina Brunetti, argentinische Schauspielerin (* 1907)
- 21. Dezember: Myron Healey, US-amerikanischer Schauspieler (* 1923)
- 26. Dezember: Vincent Schiavelli, US-amerikanischer Schauspieler (* 1948)
- 28. Dezember: Patrick Cranshaw, US-amerikanischer Schauspieler (* 1919)
- 31. Dezember: Fee Malten, deutsche Schauspielerin (* 1911)